# Sebastiano Folli
Sebastiano Folli ( Siena, 1568 – aldaar, 2 februari 1621) was een Italiaanse kunstschilder uit de late renaissance die voornamelijk actief was in zijn geboorteplaats Siena in het zuiden van Toscane en in Rome.

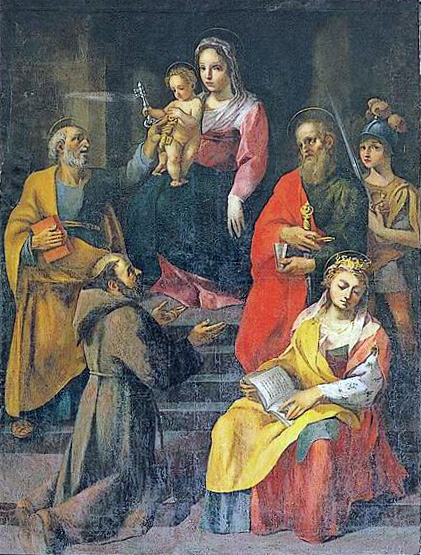
Madonna met kind dat de sleutels aan Petrus overhandigt, San Biagio-kerk, Castiglione d'Orcia

## Biografie
Sebastiano Folli werd geboren als zoon van Girolamo in 1569. Hij was een leerling van Alessandro Casolano. Hij wordt genoemd als schilder in een document uit 1587 van de Compagnia di S. Caterina in Fontebranda, waarin hij werd opgenomen in 1584. Hij was prior van de Compagnia van november 1599 tot februari 1600. Hij is vooral bekend vanwege de fresco's die hij schilderde in kerken van Siena, onder meer op het gewelf van de koepel van Santa Marta, en de Scènes uit het leven van de heilige Sebastiaan in de gelijknamige kerk.
Van 1589 tot 1594 verbleef hij waarschijnlijk in Rome en werkte er voor kardinaal Alessandro Ottaviano de' Medici, de latere Leo XI. Hij zou meegewerkt hebben aan de fresco’s in de middenbeuk van de Santa Prassede en er worden twee taferelen aan hem toegeschreven: Jezus gegeseld in het paleis van Pilatus en een Ecce Homo. Dit is zonder documentaire bronnen echter moeilijk te bevestigen.
In 1594 keerde hij terug naar Siena waar hij met Bartolomeo Cesi werkte aan het kartuizerklooster van Maggiano. Vanaf 1598 zijn er gedocumenteerde werken zoals een Gonfalone voor de Compagnia del Santissimo Sacramento di Piancastagnaio en werk in het Palazzo Pubblico van Siena waar hij enkele lunetten beschilderde, onder meer Carlo Vrinnova i privilegi universitari a Siena en de Vittoria dei Senesi sulle truppe di Enrico VI. Vanaf 1602 werkte hij aan het Santuario di Santa Caterina voor de Compagnia di S. Caterina in Fontebranda.
Bij de aanstelling van Alessandro Ottaviano de' Medici als Paus Leo XI, keerde Folli terug naar Rome, maar de paus overleed nog diezelfde maand en Folli kwam terug naar Siena waar hij verder werkte aan de fresco’s in het gebedshuis van de Compagnia di San Sebastiano in Camollia waaraan hij begonnen was in 1603. De cyclus werd afgewerkt in 1608 met het fresco San Sebastiano davanti all'imperatore Diocleziano. Vanaf dan blijft hij fresco’s en schilderijen produceren in Siena en omgeving.
Hij overleed op 2 februari 1621 (datum van de overlijdensakte) en werd begraven in een gemeenschappelijk graf van de broeders van de Compagnia del Rosario in de Basilica di San Domenico.

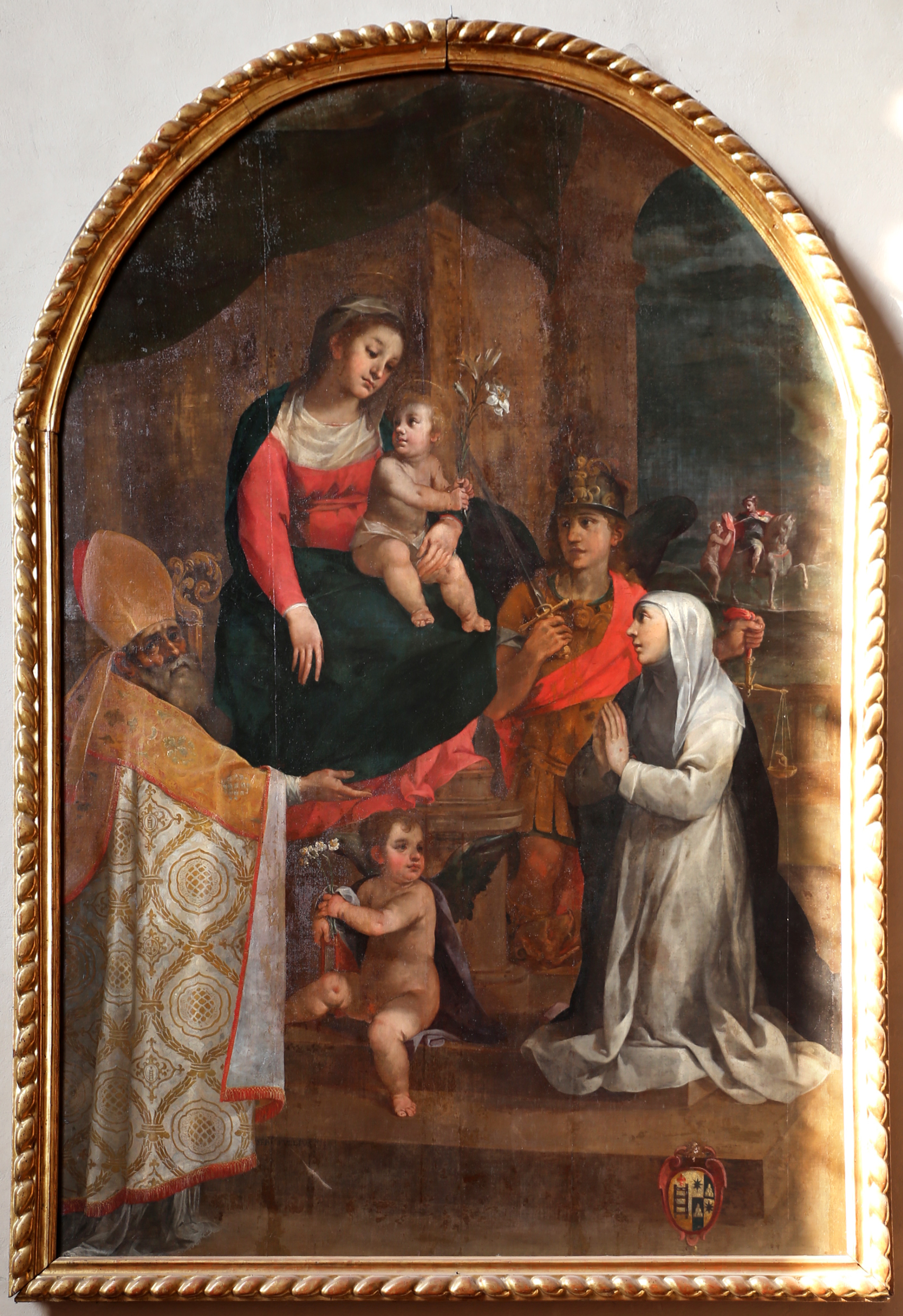
Madonna met Kind, de heilige Catharina en andere heiligen, Basilica van San Domenico, Siena

## Werken
- Abbadia San Salvatore, Chiesa di Santa Croce: Pietà en Heiligen[2]
- Castiglione d'Orcia, Chiesa di San Biagio: Madonna met Kind, dat de sleutels overhandigt aan Petrus[3]
- Lucignano, Museo Comunale di Lucignano, Annunciatie[4]
- Radicondoli, Chiesa di Santa Caterina delle Ruote: Martelaarschap van de Heilige Catherina van Alexandriē, 1607[5]
- Rapolano Terme, Serre di Rapolano, Chiesa della Compagnia di Santa Caterina della Misericordia: De Heilige Maagd in gloria, de heilige Catharina, Rochus en Elisabeth[6]
- Roccalbegna, Oratorio del Santissimo Crocifisso, Roccalbegna-museum: Madonna della Misericordia, Cristo in Pietà, Due confratelli in adorazione della Croce

Siena
- Basilica di San Domenico:
  - Sposalizio mistico di Santa Caterina d'Alessandria (1609)
  - Visione di Santa Caterina da Siena (rechts van de crypte)
- Casa Mensini: Compianto sul Cristo morto (fresco)
- Chiesa di Santa Lucia (Chiesa dei Santi Niccolò e Lucia):
  - Evangelisti (Fresco, 1619)
  - Gloria / Trionfo di Santa Lucia (fresco, lunette, 1612)
- Chiesa di San Michele al Monte di San Donato: Cristo coronato di spine
- Chiesa di San Pietro a Ovile: Famiglie di Gesù e di San Giovannino (1614)
- Chiesa di San Raimondo al Refugio[7]:
  - Gesù restituisce l’abito del povero a Santa Caterina
  - Santa Caterina dona il suo mantello al povero
- Chiesa di San Sebastiano: Gloria di San Sebastiano con Virtù e angeli (1606)
- Convento delle Monache di Santa Marta: Santa Cecilia che suona (1615) in samenwerking met Pietro Sorri)
- Convento delle Sperandie (Monastero delle Trafisse):
  - Immacolata e santi (1605)
  - Adorazione dei pastori (fresco, 1605)
  - Annunciazione (fresco, 1605)
  - Visitazione (fresco, 1605)
- Oratorio di Sant'Anna in Sant'Onofrio: Morte di Sant'Onofrio
- Palazzo Piccolomini alla Postierla (Quattro Cantoni):
  - Pietà (1614)
  - Visione di San Savino ( c.1617 )
- Palazzo Pubblico:
  - Carlo V. rinnova i privilegi universitari a Siena (Sala del Consiglio, c.1598 )
  - La Vergine in Gloria (zaal van de Raad van Negen)
  - Madonna col Bambino e angeli (kamer 3)
  - Madonna del Rosario (kamer 3, c.1606)
  - Martirio di San Sebastiano (kamer 3, c.1606 )
  - Vittoria dei Senesi sulle truppe di Enrico VI. (Sala del Consiglio, (c. 1598) in samenwerking met Cristoforo Rustici ,
- Pinacoteca Nazionale di Siena, zaal 35: La Madonna ed il Bambino appaiono a San Savino (1612)
- Santuario di Santa Caterina (Siena), Oratorio della Tintoria, Fresco's, 1607
  - Missione di Caterina ad Avignone presso Papa Gregorio XI
  - Riconciliazione coi fiorentini ottenuta dalla Santa senese
  - Ritorno di Caterina in Firenze
- Santa Maria della Scala: Santa Caterina da Siena (c.1610)

- Gemeinsame Normdatei: 138477485
- International Standard Name Identifier: 0000 0000 6685 9046
- KulturNav: e0fb42ce-f3fd-44e6-b1f3-62658a3d5666
- Library of Congress Control Number: nr91028776
- RKD-Nederlands Instituut voor Kunstgeschiedenis: 28487
- Union List of Artist Names: 500013360
- Virtual International Authority File: 14627173
- WorldCat: E39PBJm9bqXPXpg47Tmmh8vrbd